# Leszczyny (Kłodzko)
Leszczyny (zwane inaczej Leszczyną; niem.: Hasengraben) – historyczna dzielnica Kłodzka, położona w północno-zachodniej części miasta. Powstała w 1. połowie XVIII wieku jako podmiejska osada i został włączona w skład miasta blisko dwieście lat później. Zamieszkuje je kilkuset mieszkańców. Od 2 połowy XX wieku przekształca się w przemysłowe centrum miasta.
Jako część miasta funkcjonowała do 2023 r.

## Geografia

### Położenie geograficzne
Leszczyny położone są w północno-zachodniej części Kłodzka. Graniczą na zachodzie z wioskami gminy Kłodzko: Mikowicami i Korytowem, na północy z Gołogłowami (gmina Kłodzko) i Ustroniem (właściwie Ustroniem Dolnym), na wschodzie z osiedlem im. św. Wojciecha, a na południu z Kościelnikami. Od centrum miasta oddalone są o ok. 2,4 km.

### Warunki naturalne
Dzielnica położona jest na wysokości około od 320 do 330 m n.p.m. na rozległym płaskowyżu, będącym centralną częścią Kotliny Kłodzkiej. Leszczyny leżą na terenie dawnego koryta pra-Nysy Kłodzkiej, która niegdyś omijała Forteczną Górę od strony zachodniej. W związku z tym zalegają tu grube warstwy plejstoceńskich osadów rzecznych oraz gliny zwałowe na podłożu moren dennych. Ponadto występują tutaj gliny ceramiczne, w postaci drobnowarstwowych iłów i glinek.

## Historia
| 1748 | Hasengraben         |
| 1945 | Leszczyny Leszczyna |

Powstanie Leszczyn związane jest z działalnością króla Prus Fryderyka II Wielkiego z dynastii Hohenzollernów, który po zdobyciu w 1742 roku Śląska i ziemi kłodzkiej, rozpoczął na szeroką skalę kolonizację tych ziem. W ich czasie w 1748 roku powstały Leszczyny, które składały się z trzech przysiółków. W osadzie tej mieszkał jeden zagrodnik, a każda z poszczególnych części miała własnego właściciela, którymi byli: Georg Kuschel, Caspar Kuschel i von Schenckendorf. Rozbudowa osady trwała do 2. połowy XVIII wieku i miała ona stanowić sieć osad wokół twierdzy kłodzkiej, która ulegała powiększeniu. W tym celu władze pruskie oczyszczały przedpole twierdzy, wysiedlając ludność mieszkającą w pobliżu fortyfikacji, przenosząc ją na większą odległość. Jedną z takich osad były Leszczyny, chociaż nie wyklucza się, że już wcześniej mogły tu istnieć jakieś folwarki miejskie lub mieszczańskie. Leszczyny były osadą rolniczą, która wykorzystywała bliskość Kłodzka i bardzo dobre gleby. W XIX wieku odkryto tu złoża gliny i zbudowano tu dużą cegielnię, która zaopatrywała miasto w cegłę i dachówki.
Po przejęciu Kłodzka w 1945 roku przez władze polskie Leszczyny zostały oficjalnie włączone do miasta. Mimo to wciąż zostały peryferyjnym przedmieściem. Nie rozwinęły się i nie powstały nowe domy. Rozbudowano nieco cegielnię, przemianowując ją na Zakłady Ceramiki Budowlanej, zaś w zabudowaniach pofolwarcznych ulokowano Państwowe Gospodarstwo Rolne. Pewne zmiany nastąpiły w końcu lat 60. XX wieku, kiedy zaczęto lokować w tym miejscu nowe zakłady przemysłowe. Dwadzieścia lat później przez środek Leszczyn przeprowadzono północna obwodnicę Kłodzka (obecna ul. Marszałka Józefa Piłsudskiego).
Po restrukturyzacji polskiej gospodarki mającej miejsce w latach 90. XX wieku, na terenie Leszczyn pod koniec tej dekady powstały liczne przedsiębiorstwa wchodzące w skład podstrefy Kłodzko Wałbrzyskiej Specjalnej Strefy Ekonomicznej „Invest-Park”, założonej w 1997 roku. Spowodowało to częściowy rozwój dzielnicy, która stała się kłodzkim centrum przemysłowym.

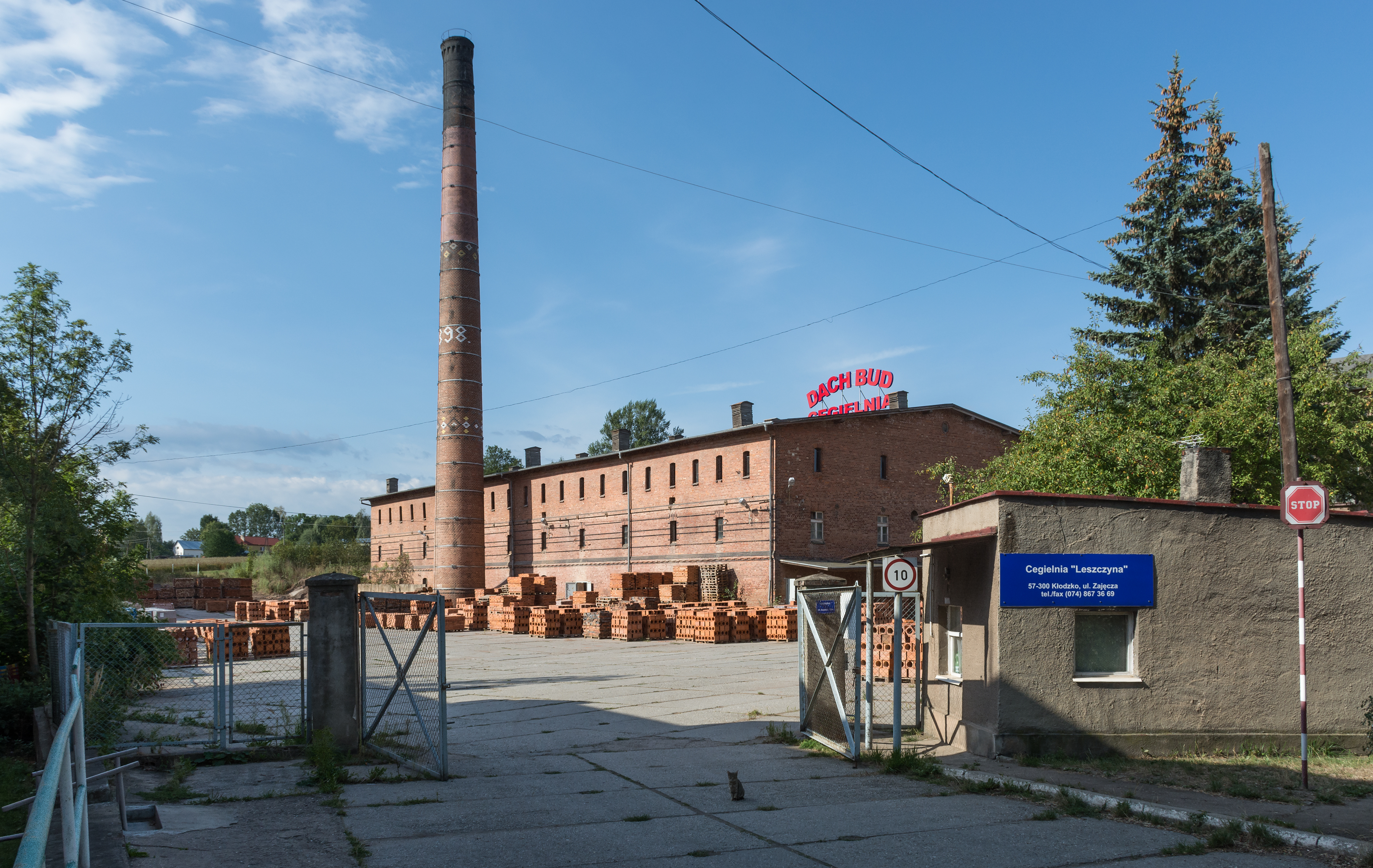
Cegielnia przy ul. Zajęczej

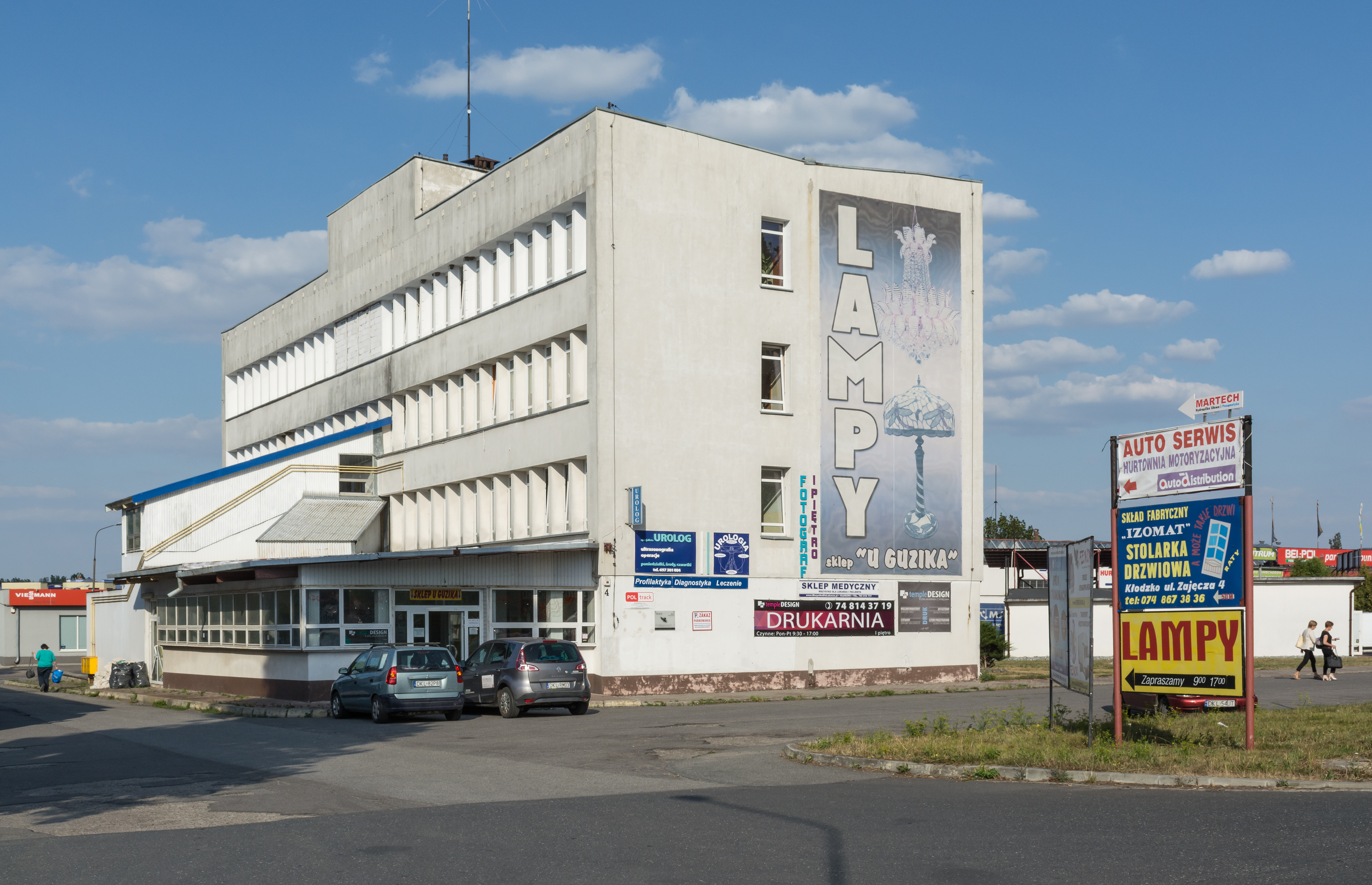
Biurowiec przy ul. Zajęczej

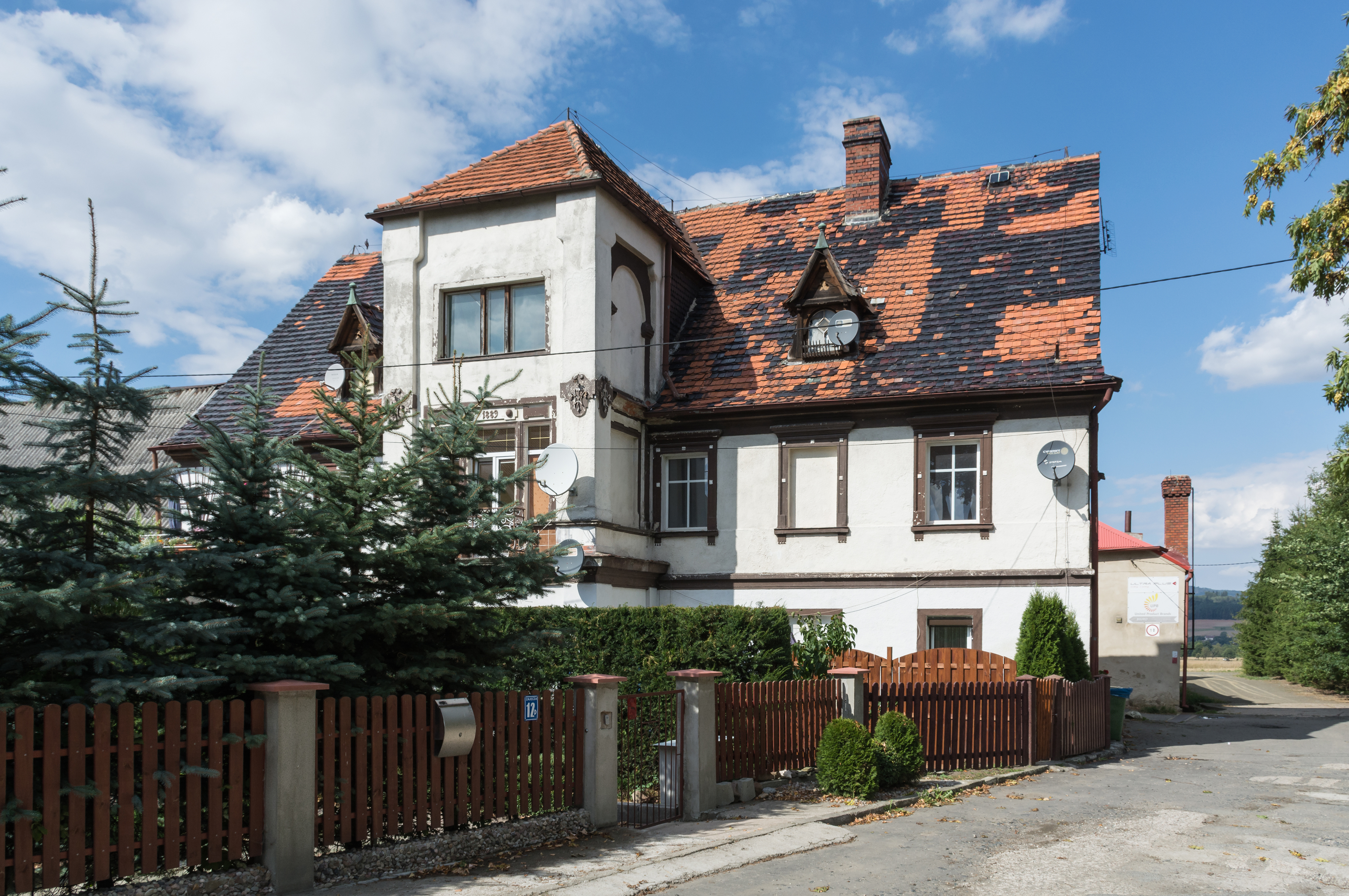
Dom przy ul. Zajęczej

## Administracja
Obszar Leszczyn od zawsze dzielił losy polityczno-administracyjne z Kłodzkiem, zostając do niego oficjalnie włączony w 1. połowie XX wieku. Po zakończeniu II wojny światowej znalazł się w granicach Polski. Wszedł jako część Kłodzka w skład województwa wrocławskiego, powiatu kłodzkiego. Z kolei po zmianach w administracji terenowej w latach 70. XX wieku wszedł w skład województwa wałbrzyskiego. W 1999 roku ponownie reaktywowano powiat kłodzki, który wszedł w skład województwa dolnośląskiego.
Na terenie Kłodzka nie występują pomocnicze jednostki administracyjne, takie jak: osiedla, czy dzielnice, dlatego też o większości spraw decyduje samorząd miejski, którego siedziba znajduje się w ratuszu na pl. Bolesława Chrobrego, na Starym Mieście. Mieszkańcy wybierają do Rady Miasta pięciu radnych co 5 lat (do 2018 roku kadencja wynosiła 4 lata), tworząc okręg wyborczy nr 4, wraz z całą północno-zachodnią częścią miasta, położoną na lewym brzegu Nysy Kłodzkiej.

## Edukacja i kultura
Dzielnica nie posiada żadnej placówki kulturalno-oświatowej. Dzieci w wieku 7–15 lat pobierają naukę w mieszczącej się na pobliskim osiedlu Kruczkowskiego – Szkole Podstawowej nr 3 im. kpt. Betleja przy ul. Jana Pawła II 2-4. Po jej ukończeniu młodzież kontynuuje kształcenie w zdecydowanej większości w szkołach średnich położonych w centrum miasta.

## Religia
Większość mieszkańców Leszczyn stanowią wyznawcy Kościoła rzymskokatolickiego. Osiedle wchodzi w skład katolickiej parafii Podwyższenia Krzyża Świętego, powstałej w 1982 roku z wyodrębnienia z parafii Wniebowzięcia Najświętszej Maryi Panny. Obejmuje ona swoim zachodnią część miasta. Jej siedziba znajduje się na terenie osiedla im. Kruczkowskiego. Obecnie funkcję proboszcza sprawuje ks. Julian Rafałko. Parafia ta wchodzi w skład diecezji świdnickiej i dekanatu kłodzkiego.

## Architektura i urbanistyka

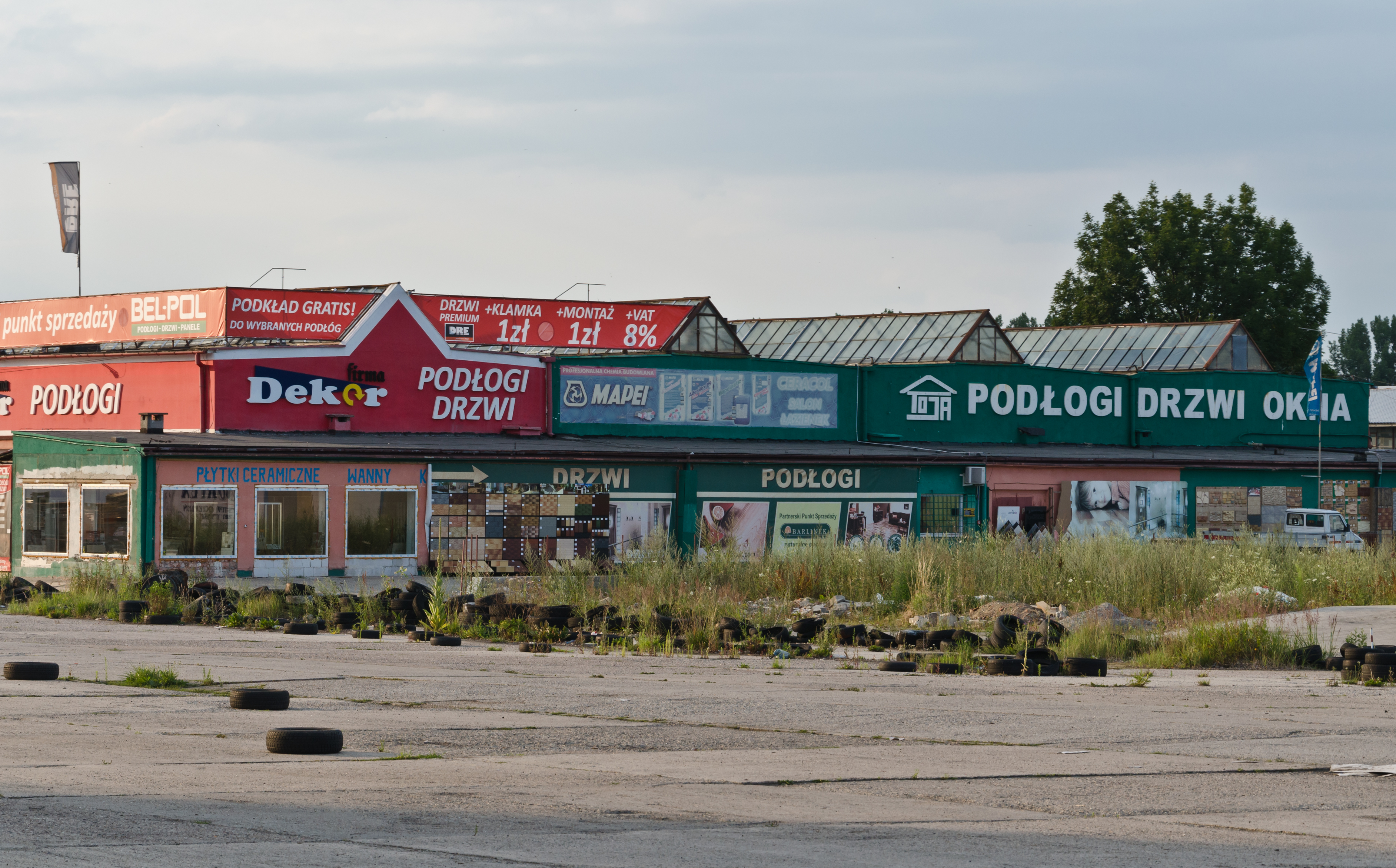
Hurtownie położone przy ul. Zajęczej

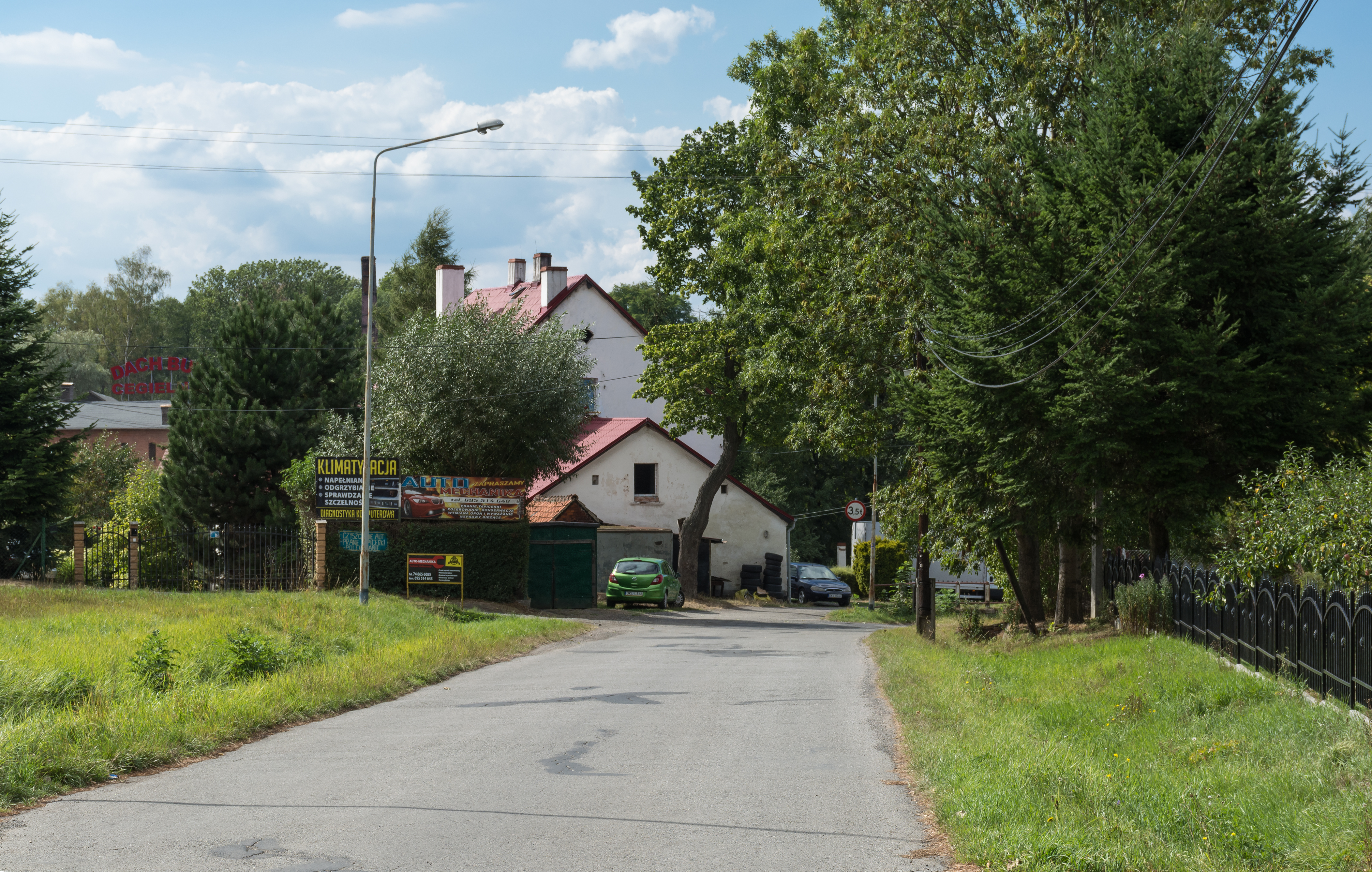
Ulica Zajęcza – widok za obwodnicą północną

Najstarsze zabudowania Leszczyn znajdują się w północno-zachodniej części Kłodzka, a od reszty miasta oddziela je obwodnica północna, powstała w okresie Polskiej Rzeczypospolitej Ludowej. Ich zabudowania są luźno rozrzucone wzdłuż niewielkiego bezimiennego potoku, będącego prawym dopływem Ścinawki.
W skład osiedla wchodzą 4 ulice:
- ul. Dusznicka
- ul. Marszałka Józefa Piłsudskiego (część)
- ul. Objazdowa (część)
- ul. Zajęcza

Na Leszczynach ze względu na ich peryferyjne pochodzenie zachowało się wiele obiektów aspirujących do rangi zabytków. Najważniejszym z nich jest dwór przy ul. Zajęczej 9, pochodzący z 2. połowy XIX wieku, wzniesiony na planie prostokąta, z ryzalitem, nakryty dwuspadowym dachem. Jego bryła wzbogacona jest wieżyczką. Poza tym zachował on skromny szczyt. Obok niego wokół dziedzińca znajdują się zabudowania gospodarcze także z XIX wieku.
Poza wspomnianym dworem także inne budowle Leszczyn zasługują na uwagę. Należą do nich mury domów mieszkalnych, z których wiele nosi wyraźne cechy ludowego baroku (szczyt, opaski okienne, łamane dachy). Powstały przeważnie w XIX wieku, ale część z nich na pewno musiała już istnieć wiek wcześniej i zostać w późniejszym czasie przebudowana. Do cenniejszych budynków mieszkalnych należą:
- budynek przy ul. Zajęczej 5 – mieszkalny z początku XX wieku, wraz z bramą z końca XIX wieku,
- budynek przy ul. Zajęczej 7 – mieszkalny z 1820 roku, przebudowany w XX wieku,
- budynek przy ul. Zajęczej 8 – mieszkalny z 1889 roku oraz brama z początku XIX wieku,
- budynek przy ul. Zajęczej 11 – mieszkalny z końca XIX wieku,
- budynek przy ul. Zajęczej 13 – mieszkalny z końca XIX wieku,
- budynek przy ul. Zajęczej 14 – mieszkalny z końca XIX wieku,
- budynek przy ul. Zajęczej 16 – 2 domy mieszkalne z końca XIX wieku, przebudowany na początku XX wieku oraz restauracja z początku XX wieku,
- budynek przy ul. Zajęczej 20 – mieszkalno-gospodarczy z 2. połowy XIX wieku.

Przy ul. Zajęczej stoi barokowa figura św. Jana Nepomucena z początku XVIII wieku, która jest nieco uszkodzona i stoi na ziemi. W jej pobliżu znajduje się pusty cokół prawdopodobnie po niej. Poza tym w dzielnicy znajduje się kilka krzyży i figur przydrożnych z XIX wieku.

## Rekreacja
Dzielnica ze względu na swój peryferyjny charakter nie posiada szczególnych miejsc rekreacji dla mieszkańców. Każdy z domów posiada z reguły swój własny przydomowy ogródek działkowy.
Na obrzeżach Leszczyn w 2015 roku przy ul. Noworudzkiej 11 otwarto dla zwiedzających park miniatur „Minieuroland”. Składa się on z ponad 40 makiet najznamienitszych budowli z Dolnego Śląska, Ziemi Kłodzkiej, Europy oraz ze świata. Wszystko to znajduje się w otoczeniu pięknego ogrodu, obfitego w tysiące unikatowych gatunków drzew i krzewów. Miniatury przedstawione są w skali 1:25 z zachowaniem najdrobniejszych szczegółów.

## Gospodarka

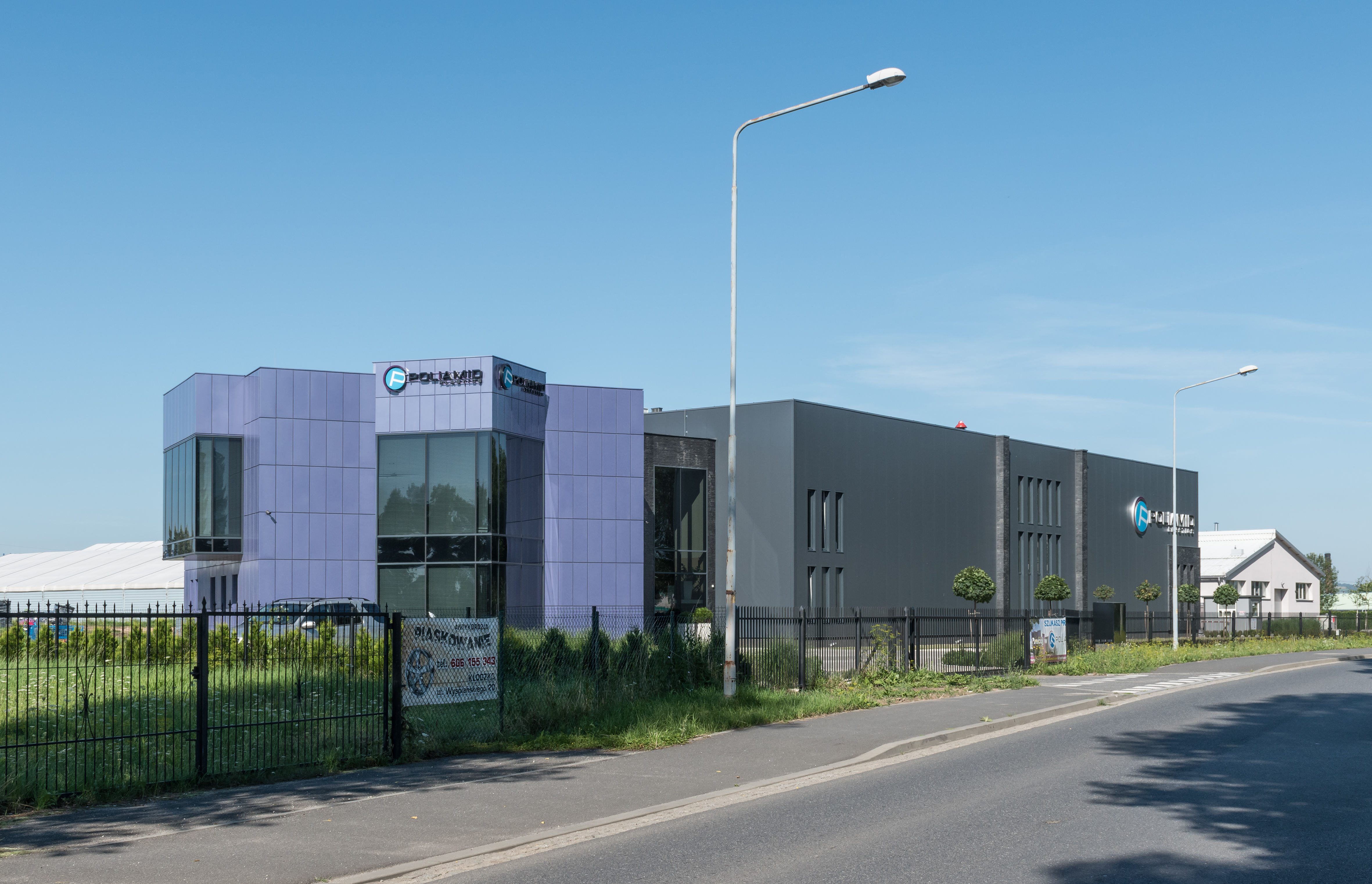
Zakład Poliamid Plastics

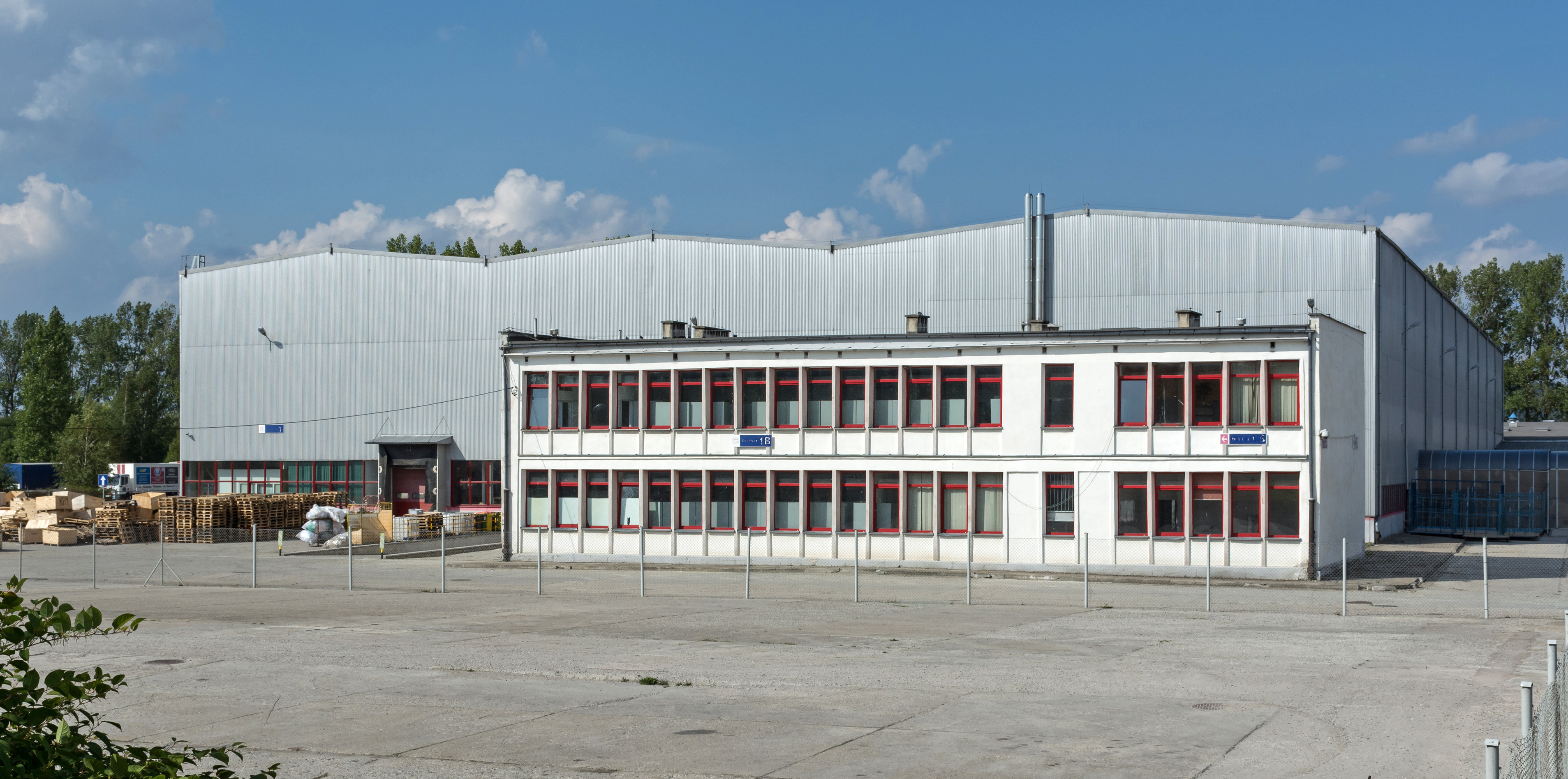
Steinhoff KPM-Meble Kłodzko

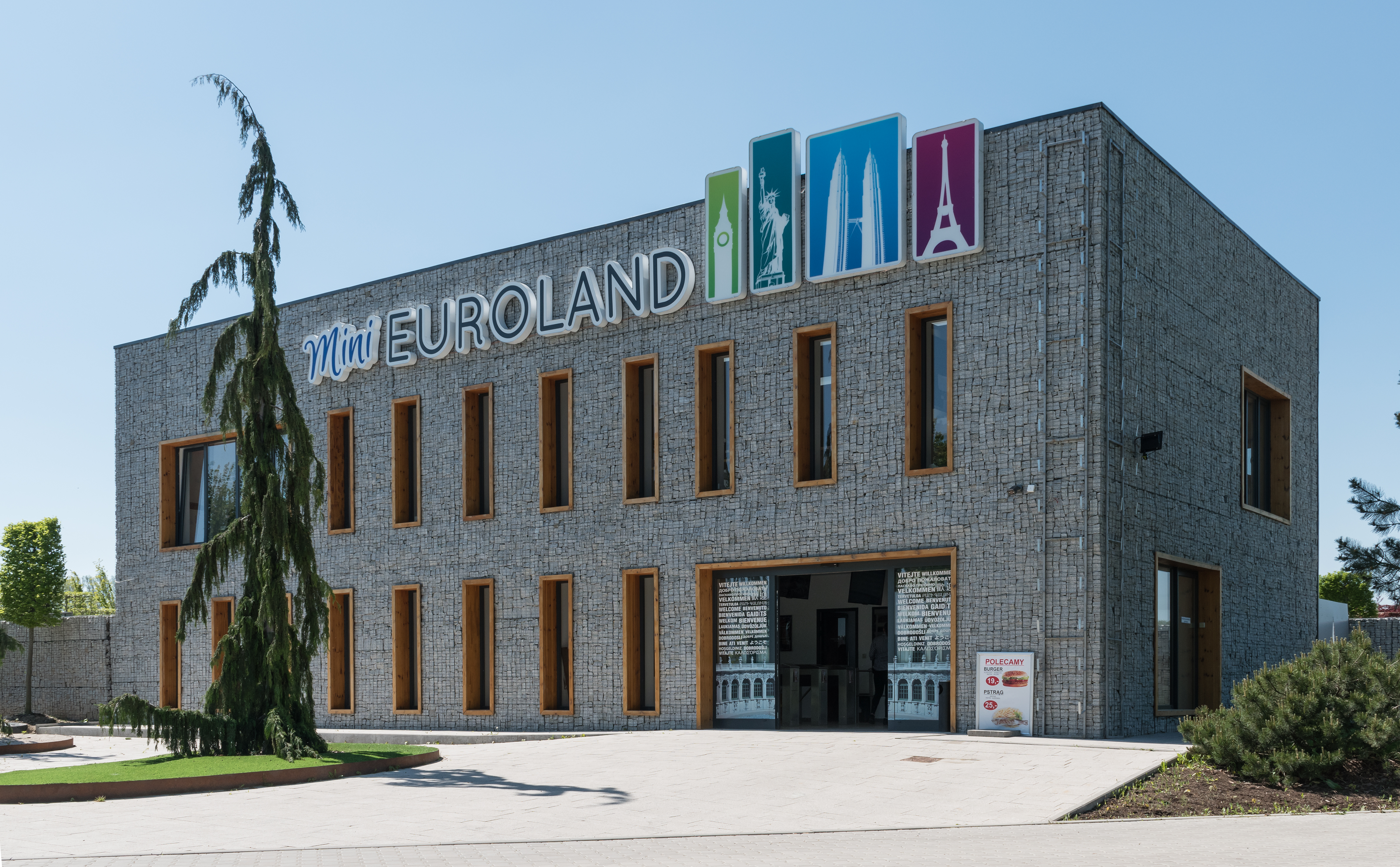
Minieuroland przy ul. Noworudzkiej

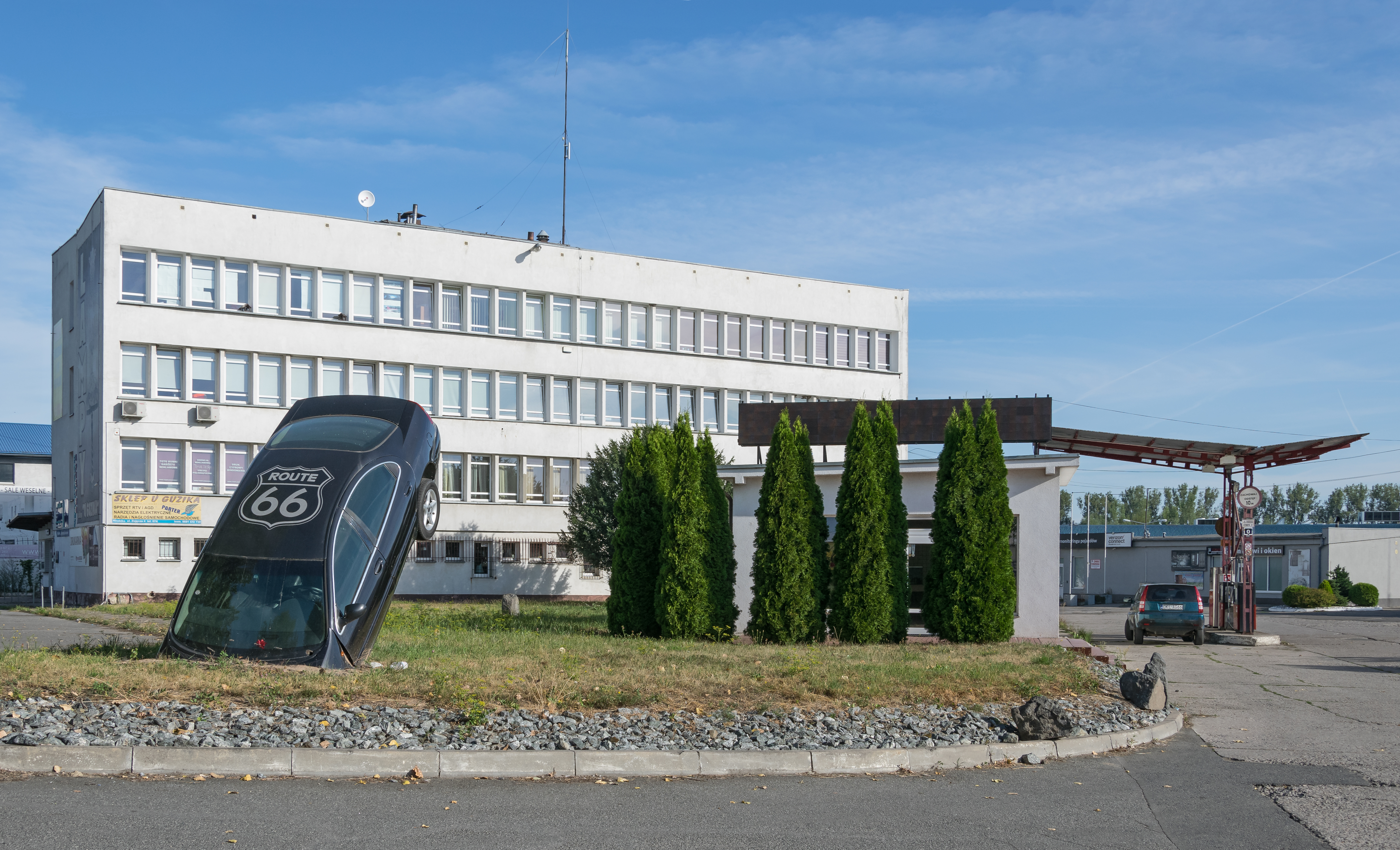
Stacja benzynowa przy ul. Zajęczej

Dzielnica nie posiada własnej infrastruktury handlowo-gospodarczej. Posiada w miarę dogodne warunki do rozwoju rolnictwa. W okresie PRL-u działało tu Państwowe Gospodarstwo Rolne, a obecnie kilka prywatnych gospodarstw rolniczych. Przez wiele lat charakterystycznym elementem pejzażu Leszczyny była jedyna na ziemi kłodzkiej plantacja chmielu. Znajduje się tutaj także duża cegielnia (Zakład Ceramiki Budowlanej), w których pobliżu znajdują się wyrobiska, z których pobiera się glinę. Część z nich zalana jest wodą. Miejscowe zasoby gliny należą do średnich. Osiągają miąższość d0 10,0 m, a roczne wydobycie wynosi ok. 12–16 tys. m³ i jest w całości przerabiane w miejscowej cegielni.
Po drugiej stronie obwodnicy w kierunku centrum w latach 60. i 70. XX wieku powstały liczne zakłady przemysłowe, w tym. m.in. Fabryka Domów i Kłodzkie Przedsiębiorstwo Budowlane. Większość z tych zakładów na skutek restrukturyzacji gospodarczej w latach 90. XX wieku znalazła się w upadłości. Częściowo na ich miejscu powstały nieliczne przedsiębiorstwa prywatne, w tym m.in. hurtownie. Jednak przełomem okazało się założenie w 1997 roku w tym rejonie kłodzkiej podstrefy Wałbrzyskiej Specjalnej Strefy Ekonomicznej „Invest-Park”, której obszar obecnie wynosi 45,93 ha, z czego do zabudowania pozostaje jeszcze teren 28,82 ha. W miejscu tym działa trzech inwestorów, którymi są:
- Steinhoff International Holdings KPM-Meble Kłodzko Sp. z o.o. – produkcja mebli do siedzenia (zestawy wypoczynkowe)
- ABB Industrial Solutions Sp. z o.o. – produkcja elektrycznej aparatury rozdzielczej i sterowniczej niskiego napięcia; do 2018 roku General Electric Power Controls Polska Sp. z o.o.[26]
- Poliamid Plastics – przetwórstwo tworzyw sztucznych
- Eurobrands Sp. z o.o. – branża reklamowa

## Infrastruktura

### Transport
Przez północną granicę dzielnicy przechodzi droga krajowa nr 8 (E67) z Kudowy-Zdroju do przejścia granicznego z Litwą w Budzisku. Jest ona także północną obwodnicą Kłodzka. Z kolei przez północno-wschodnią granicę Leszczyn przechodzi ruchliwa droga wojewódzka nr 381 z Wałbrzycha do Kłodzka. Pozostałe szosy mają charakter dróg lokalnych, a najważniejszą z nich jest ul. Objazdowa przy której zlokalizowane są zakłady przemysłowe.

### Komunikacja
Komunikacje miejską na terenie Leszczyn obsługuje prywatna firma A-Vista, posiadająca na tym terenie dwa przystanki autobusowe: Kłodzko, ul. Objazdowa – Energetyka i Kłodzko, ul. Objazdowa – Steinhoff. Busy tego przewoźnika kursują na trasie: Kłodzko/ul. Szpitalna/Szpital w kierunku Kłodzko/ul. Noworudzka/Galeria.
Dawniej przez ul. Zajęczą kursowały autobusy podmiejskie, które obsługiwane były przez PKS Kłodzko. Zatrzymywały się one na następujących przystanków na terenie Leszczyn: Urząd Celny i Zajęcza, obsługując relację: Kłodzko Dworzec Autobusowy – Korytów/Ruszowice/Kamieniec. Do lat 90. XX wieku linia ta nosiła numer 3.

### Bezpieczeństwo
W zakresie ochrony przeciwpożarowej oraz innych miejscowych zagrożeń – Leszczyny podlegają pod rejon działania Komendy Powiatowej Straży Pożarnej, mieszczącej się przy ul. Traugutta 7 oraz Komendy Powiatowej Policji w Kłodzku, która ma tutaj swoją główną siedzibę przy pl. Chopina 2. Funkcję dzielnicowego pełni asp. sztab. Rafał Pietrołaj dla ul. Wielisławskiej (Rejon służbowy nr 6). Z ramienia kłodzkiej straży miejskiej VI Rejon Służbowy obsługują: st. insp. Robert Garbowski i mł. strażnik Arkadiusz Pawłowicz.